# Svíslach (Pújavichy)
Svíslach (bielorruso: Сві́слач) o Svísloch (ruso: Сви́слочь) es un asentamiento de tipo urbano de Bielorrusia, perteneciente al distrito de Pújavichy de la provincia de Minsk. 
En 2023, el asentamiento tenía una población de 3672 habitantes. Pese a ser un asentamiento de tipo urbano, carece de autogobierno local propio y funciona como la única pedanía de un consejo rural que, si bien lleva el nombre de Svíslach, tiene su sede administrativa en el vecino pasiólak rural de Druzhny.
Se ubica al sur de la autovía M5, a medio camino entre la capital distrital Máryina Horka y las afueras meridionales de la capital nacional Minsk.

## Historia
Tiene su origen en la fábrica "Hornaha Vosku", que comenzó a funcionar aquí en la década de 1950 para la elaboración de cera de turba. La RSS de Bielorrusia fundó el pueblo para dar servicio a los trabajadores de la fábrica, en los alrededores de la aldea-koljós de Zasviatoye, que ahora es un barrio de Svíslach. Adoptó el estatus de asentamiento de tipo urbano en 1986, aunque perdió su autogobierno local en la misma época para fundar en sus afueras el pasiólak rural de Druzhny, construido para albergar una central nuclear que tras el accidente de Chernóbil pasó a construirse como central térmica. Actualmente Svíslach es una pedanía de Druzhny, que pese a ser un núcleo rural duplica la población de Svíslach. Por su cercanía y tamaño, desde 2016 existen planes para unir ambas localidades en una sola ciudad subdistrital.